# Вахрамеев, Михаил Фёдорович
Михаи́л Фёдорович Вахраме́ев (20 октября 1923, Кайбелы — 17 августа 1986, Куйбышев) — Герой Советского Союза, командир огневого взвода 492-го истребительно-противотанкового артиллерийского полка 8-й отдельной истребительно-противотанковой артиллерийской бригады 51-й армии Южного фронта.

## Биография
Родился в селе Кайбелы в крестьянской семье. Окончил 7 классов и отучился в школе ФЗУ.  Работал кочегаром на пароходе. Проживал в Самаре.
В Красной Армии с февраля 1942 года. В этом же году окончил Пензенское артиллерийское училище. В действующей армии с ноября 1942 года. В 1943 году принят в ВКП(б).
Командир огневого взвода 492-го истребительно-противотанкового артиллерийского полка (8-я отдельная истребительно-противотанковая артиллерийская бригада, 51-я армия, Южный фронт) лейтенант Михаил Вахрамеев особо отличился 17 октября 1943 года в бою в районе города Мелитополя Запорожской области Украины, где каждый дом и улица были превращены гитлеровцами в оборонительные рубежи. Когда фашисты пошли в контратаку, взвод лейтенанта М. Ф. Вахрамеева оказался в тяжёлом положении. На позицию взвода двигались семь вражеских танков. Завязался ожесточённый бой. Три танка были подбиты, но и у Вахрамеева осталось одно исправное орудие, командир и наводчик которого были убиты. Офицер сам встал к орудию и, действуя за наводчика, подбил ещё один танк, вынудив остальные танки отступить. Когда кончились снаряды, лейтенант Вахрамеев вместе с командиром батареи и оставшимися в живых бойцами вступил в рукопашную схватку с немецкими автоматчиками, окружившими батарею и сумел отбить атаку.
Указом Президиума Верховного Совета СССР от 1 ноября 1943 года за образцовое выполнение боевых заданий командования на фронте борьбы с немецко-фашистским захватчиками и проявленные при этом мужество и героизм лейтенанту Вахрамееву Михаилу Фёдоровичу присвоено звание Героя Советского Союза с вручением ордена Ленина и медали «Золотая Звезда» (№ 3314).
После войны продолжал службу в армии; в 1973 году уволен в запас в звании подполковника.
Похоронен на кладбище Рубёжное в Самаре.

## Награды
- орден Отечественной войны 1-й (6.4.1985)[3] и 2-й (15.02.1943)[4] степени,
- орден Красной Звезды (15.10.1943)[5],
- Герой Советского Союза (медаль «Золотая Звезда» № 3314 и орден Ленина; 1.11.1943)[6]
- медали, в том числе «За оборону Сталинграда» (22.12.1942, вручена 10.10.1943)[7].

## Память
- В 2023 году Почта России выпустила художественный маркированный конверт: 100 лет со дня рождения М. Ф. Вахрамеева (1923–1986), Героя Советского Союза[8].

- ХМК РФ, 2023. Герой СССР М. Ф. Вахрамеев.

## Комментарии
1. ↑  Село Кайбелы[1], относившееся к Ставропольскому уезду Самарской губернии, почти примыкало с юга к селу Крестово-Городище; в последующем входило в состав Чердаклинского района Ульяновской области; затоплено Куйбышевским водохранилищем в 1953 году[2].